# 제1차 강남대영 공략
제1차 강남대영 공략(太平軍一破江南大營)은 1856년 6월 17일부터 6월 20일까지 태평천국군이 청나라 조정의 강남대영을 격파한 전투이다. 강남대영은 태평천국의 수도인 천경성 외부에 설치된 청나라 요새로 10만 명의 병력을 보유하고 있었다. 흠차대신인 향영의 사령부와 병력의 대부분은 ‘북영’에 있었으며, 천경을 공략하려 하였다. 그래서, 소수의 병사만 남영에 배치되어 태평천국군의 소주와 항주 방면 진격을 방어하고 있었다.

## 과정
1856년, 청군과 태평천국군의 대치는 이미 3년을 이어오고 있었다. 3년 동안 양쪽 모두 상대의 실력을 조심스럽게 탐색했고, 무모하게 전투의 물꼬를 트는 것을 피했다. 태평천국군은 병력 50만 병력을 가지고 있다고 말했지만, 농민 등 비정규군이 많았던 반면, 청군은 10만 명이지만 녹영군과 팔기군 등 무예에 정통한 양질의 무기를 갖춘 정규군이었다. 그 3년 동안 태평천국 군은 서정을 지속적으로 이어가며 전투를 펼치면서 군사적 숙련도를 높여갔다.
익왕 석달개가 이끄는 서정군은 전장을 이탈하여, 수천 척의 배를 타고 장강의 지류를 빠르게 내려갔다. 남영에 이르자 배를 버리고 상륙을 하여 ‘전격전’을 펼쳤다. 녹영의 기마병을 이끌던 흠차대신 토민가(托明阿)가 남영을 구원하러 나섰지만 고전을 면치 못하고 있었다. 향영은 강남제독 화춘에게 토민가를 구출해 함께 북영을 지키도록 명령하고, 소주, 항주 부근의 각주에 방어를 굳건히 하도록 지시했다. 또한, 향영은 총병 장국량에 북영의 군사를 내어 남영에 원군을 보내라고 명령했다. 이렇게 정작 북영의 청군 사령부에는 수만의 병사밖에 남지 않은 상황이 벌어졌다.
6월 18일, 연왕 진일강은 6만 병력을 부장인 이수성과 진옥성에게 삼분하고, 명효릉에 있던 청군의 북영을 포위했다. 6월 19일, 석달개에 패배한 화춘과 토민가는 북영으로 도망쳐 왔다. 추격해 온 석달개는 진일강, 이수성, 진옥성과 합류했다. 향영은 그제서야 북영이 함락 직전이 되어 있음을 깨달았다. 처음부터 석달개의 목적은 소주와 항주가 아닌 북영이었던 것이다. 향영은 급히 장국량에게 도움을 청했다.
6월 20일, 장국량의 원군이 도착했지만, 장국량은 태평천국군과의 전투에서 부상을 당했고 하마터면 생포당할 뻔했다. 향영은 강남대영을 포기하기로 결정하고, 강북대영 방향으로 달아났다. 이때 동왕 양수청이 이끄는 수십 만의 대군이 천경을 출격하여 소탕을 시작했다. 살아 남았던 청군 4만은 괴멸되고, 완전히 군의 형태는 없어져 버렸다. 이렇게 4일동안의 전투에서 강남대영은 괴멸되었다.

## 결과
향영은 자살했고, 후임 흠차대신으로 화춘이 왔다. 화춘의 후임 강남제독에는 장국량이 취임했다. 토민가는 강북에 돌아온 후에도 여러 성을 잃었기 때문에 강북대영 흠차대신에서 해임당했고, 대힝가(徳興阿)가 후임 흠차대신이 되었다.

## 영향
이 전투의 승리로 양수청의 권력은 절정에 도달했다. 그러하여 천왕 홍수전의 자리를 위협하게 되었고, 3개월 후에 천경사변이라는 참극이 일어나게 되었다. 또한, 이 전투로 이수성과 진옥성이 두각을 나타내게 되었다.

## 같이 보기
- 제2차 강남대영 공략
- 천경사변